# Devolver Digital
Devolver Digital是一家位于美国德克萨斯州奥斯汀的电子游戏发行商，专注于独立游戏的发行工作。公司于2009年6月由Lowrie、Harry Miller、Graeme Struthers、Rick Stults和Mike Wilson共同创立。Devolver Digital为一家以数字发行为主要渠道的游戏发行公司。
Devolver Digital初次发行的游戏是《英雄萨姆》系列的高清重制版。在重制版和基于该系列的衍生游戏获得成功后，它们开始发行由其他较小的独立工作室制作的游戏，例如《迈阿密热线》。除了游戏发行，Devolver Digital还以 Devolver Digital Films的名义进行电影发行，并拥有发行商Good Shepherd Entertainment 的多数股权。截至2021年，Devolver Digital有172名员工，于2021年11月在另类投资市场上市。

## 发展历史

### 成立和初期发展（2009-2012）

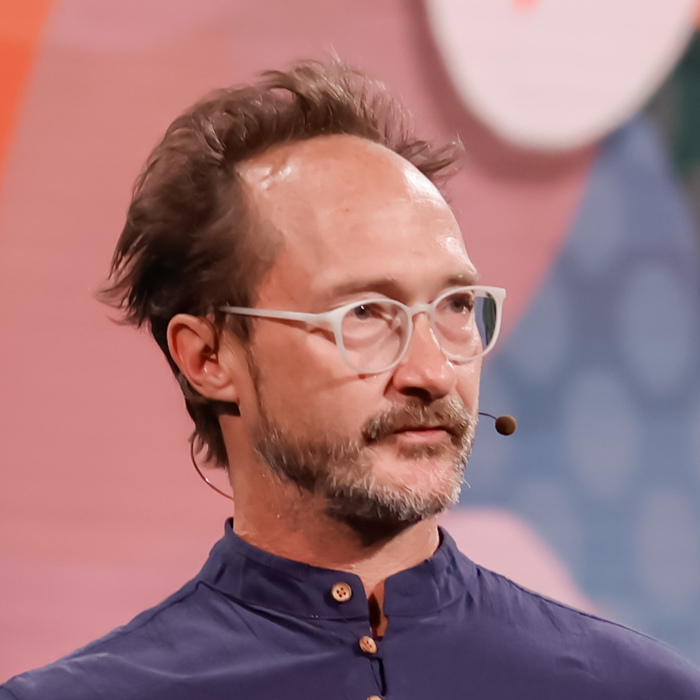
麦克·威尔逊（Mike Wilson）（摄于2022年）作为创始人之一，于2009年创立了Devolver Digital，并一直领导公司至2017年

Devolver Digital 由 哈里·米勒（Harry Miller）、里克·斯图尔特斯（Rick Stults）和麦克·威尔逊（Mike Wilson）在得克萨斯州奥斯汀创立。三人曾于1998年共同创立发行公司 Gathering of Developers ，并于2007年共同创立了 Gamecock Media Group。汲取这两家公司的经验，他们设想了一种全权交由发行商处理游戏发行及售后琐事以便开发者可以专注于游戏开发本身的发行模式。同时，开发者可以保留其游戏的所有权利。然而，在这些公司成立之时，游戏的主要分销渠道是线下零售，运营成本非常高。结果，这两家公司都不约而同地在某些阶段被大公司所收购，并在不久之后解散。也正因为如此，Devolver Digital 旨在不以实体媒介出售游戏，而是专注于数字发行平台（例如Steam）的发行工作。
Devolver Digital 创立之时有六人，其中包括三位创始人和创始合伙人 Nigel Lowrie 和 Graeme Struthers，他们也是 Gamecock 的业务合作伙伴。公司于2009年6月25日宣告成立，由于公司没有任何实体办公室，其邮寄地址在2018年之前一直是 Stults 拥有的一家鸟饲料店。
让公司站稳脚跟的第一款游戏是《英雄萨姆HD：首次出击》，这是2001年游戏《英雄萨姆：首次出击》的高清重制版，两款游戏均由Croteam进行开发。初版的《英雄萨姆》是由 Gathering of Developers 发行，即便在之后的 Gamecock Media Group 时期 Croteam 也依旧与威尔逊和他的合作伙伴们维持着合作关系。Croteam 与 Gathering of Developers 的合约允许其保留该游戏系列的所有权利，因此它们能够与 Devolver Digital 继续合作开发 Gathering of Developers 资产所有权之外的更多游戏。
事实证明，这种合作关系卓有成效，Croteam 和 Devolver Digital 在推出系列第二部——《英雄萨姆：二次出击》重制版时继续展开合作。为了避免引入投资者或以其余融资形式影响其独立性，Devolver Digital 起初避免与《英雄萨姆》以外的作品签约。不过，在这之后公司开始选择与较小的独立工作室进行合作，例如两人团队 Vlambeer ，制作基于英雄萨姆的独立游戏。2011年至2012年间，以这样的合作模式制作了四款基于《英雄萨姆》的衍生游戏，被称为“英雄萨姆独立系列”。
继英雄萨姆独立系列取得成功后，Devolver Digital 对其他独立工作室更加开放。公司签下了一些新游戏，但由于缺乏能力也不得不拒绝许多项目。 它们签署的其中一款游戏是两人工作室 Dennaton Games 开发的《迈阿密热线》。 该游戏于2012年发布，成为 Devolver Digital 发行的爆款游戏之一。发售后大获好评，在多个“2012年最佳”名单上都有出现这款游戏的身影，截止2013年2月，游戏销量超过170万份。

### 成长和电影发行（2013年至今）
2013年3月，Devolver Digital 在SXSW电影节上宣布成立涉足电影发行业务的子公司 Devolver Digital Films。公司将由 Devolver Digital 的威尔逊以及成为负责收购的副总裁安蒂·格雷斯（Andie Grace）所领导。威尔逊之前曾制作过电影《奥斯汀高中》（英文：Austin High），而格雷斯则负责过火人节上影片的监督。Devolver Digital 表示，成立子公司的主要原因是在发行和制作方面缺乏对独立电影制作人的支持。
Devolver Digital 从2013年开始持续扩大它们的发行目录，大约每年会发行十款左右游戏。他们通常专注于较小规模的独立开发者，虽然他们经常与怪异滑稽的游戏联系在一起，如《Genital Justing》，但据威尔逊说，这只是偶然之作。威尔逊从2017年开始退出了 Devolver Digital 主要事务的参与。而后，在2020 年，他将大部分股票卖回给了发行商和网易。 2022 年 3 月，威尔逊与 Nextern 创始人 Ryan Douglas 一起成立了另一家发行商 DeepWell Digital Therapeutics。
2020年8月，Devolver Digital 发行了由 Mediatonic 开发的《糖豆人》。这款游戏在商业上很成功，到2020年底创收1.505亿美元。2021 年 3 月，Epic Games 收购了 Mediatonic。作为收购案的一部分，Devolver Digital 出售了 Mediatonic 游戏的所有发行权，这其中包括《糖豆人》。
Devolver Digital将游戏和版权出售的收益用于公司的扩张，像是兼并和收购。第一次此类收购是在2020 年10月对 Croteam 的收购。当时，该公司由多个法人实体组成，之后于2021年2月合并为一个实体。Devolver Digital 随后于 2021年1月收购了发行商 Good Shepherd Entertainment，该公司此前由 Devolver Digital 的高管掌握多数股权。同年4月收购了开发商 Nerial（王权系列开发商），6月收购了 Firefly Studios（要塞系列开发商），并于7月收购了 Dodge Roll（挺进地牢开发商）。
此外，公司于 2021年5月聘请丹尼尔·威迪科姆（Daniel Widdicombe）担任首席财务官，并在同年将2020年加入公司担任幕僚长的道格拉斯·莫林（Douglas Morin）提升为首席执行官。 
在2021年5月左右公开首次公开募股的意愿后，Devolver Digital 于2021年11月4日成为一家上市公司，在伦敦证券交易所的一个子市场——另类投资市场（AIM）上以股票代码DEVO 展开交易，最初估值为6.946亿英镑（9.5亿美元）。这使 Devolver Digital 在当时成为在伦敦证券交易所交易的最大美国公司，也是总体价值第二大的公司。

## 公司事务
截至2020年1月，Devolver Digital 雇用了20名员工，他们都在线上开展工作。这其中包括专注于将游戏推展到中国的活动策划团队，但后来被关闭了。一个关键的人事变动是2018年12月马克·希克（Mark Hickey）出任负责移动发行的副总裁，他曾是苹果公司 App Store 的业务经理。
Devolver Digital 旗下经营着一个名为 Devolver Digital Films 的电影发行部门，该部门成立于2013年。同时，Devolver Digital 还拥有另一家发行商：Good Shepherd Entertainment。
Special Reserve Games 与 Devolver Digital 合作密切。这是一家由首席执行官杰夫·史密斯（Jeff Smith）于2016年成立的实体版游戏限量发行商，此前他也曾向威尔逊提出过为游戏《影子武士2》制作PC实体版的想法。这之后，Special Reserve Games 推出了更多为 Devolver Digital 制作的游戏实体版本，它也正考虑在未来与不同的公司开展合作。Devolver Digital 在2020年10月21日收购了开发商 Croteam。